# Sukaina El-Auni
Sukaina El-Auni (25 de marzo de 1991) es una deportista marroquí que compite en taekwondo. Ganó dos medallas de plata en el Campeonato Africano de Taekwondo en los años 2016 y 2018.

## Palmarés internacional
| Campeonato Africano | Campeonato Africano  | Campeonato Africano | Campeonato Africano |
| Año                 | Lugar                | Medalla             | Categoría           |
| ------------------- | -------------------- | ------------------- | ------------------- |
| 2016                | Puerto Saíd (Egipto) | Medalla de plata    | –62 kg              |
| 2018                | Agadir (Marruecos)   | Medalla de plata    | –62 kg              |